# SIP for Instant Messaging and Presence Leveraging Extensions
SIMPLE est un protocole informatique. Le sigle signifie : "SIP for Instant Messaging and Presence Leveraging Extensions (simple)". 
L'IETF a mis en place un groupe de travail qui se focalise sur l'application du protocole SIP (Session Initiation Protocol, RFC 3261) aux services IMP ("Instant Messaging and Presence").
L'IETF s'est engagé à produire un standard interopérable compatible avec les spécifications du RFC 2779 ("Instant Messaging") et du CPIM ("Common Presence and Instant Messaging") définis dans le cadre du groupe de travail IMPP.

## But
SIMPLE applique le protocole Session Initiation Protocol (SIP) aux problèmes concernant:
- l'inscription pour avoir des informations sur la présence ou non d'une personne et la réception des notifications quand l'information de présence change. Par exemple, quand un utilisateur se loggue sur son poste ou revient du déjeuner.
- l'envoi de petit message, tels que les SMS.
- la gestion d'une conférence.

L'implémentation des bases du protocole SIMPLE peut être trouvée dans les SIP Softphones (X-Lite, Lotus Sametime, SIP Communicator) et les SIP Hardphones.